# 藤木正三
藤木 正三（ふじき しょうぞう、1927年3月5日 - 2015年1月22日）は、日本の牧師、神学者。
大阪府生まれ。旧制高校から関西学院大学文学部神学科に入り、53年同神学部卒、1955年同大学院修了。暁明教会牧師、京都御幸町教会牧師。1993年引退。

## 著書
- 『純粋と微笑 沈黙と愛のパンセ』ヨルダン社 1975年
- 『教会生活の手引き 8 教会の職務』日本基督教団出版局 1979年
- 『断想神の風景 人間と世間』ヨルダン社 1985年
- 『この光にふれたら』日本基督教団出版局 1996年
- 『系図のないもの 聖書的独白録』近代文芸社 2000年
- 『生かされて生きる』いのちのことば社 2014年

共著
- 『福音はとどいていますか ある牧師と医師の祈り』工藤信夫共著 ヨルダン社 1992年

### 翻訳
- G.マランツク『キェルケゴール その著作の構造』ヨルダン社 1976年
- 『キェルケゴール著作全集 原典訳記念版 第11巻 キリスト教談話』創言社 1989年
- 『キェルケゴール著作全集 原典訳記念版 第9巻 種々の精神での建徳的談話』大谷長共訳　創言社 2002年